# Gmina Meeksi
Gmina Meeksi (est. Meeksi vald) – gmina wiejska w Estonii, w prowincji Tartu.
W skład gminy wchodzi:
- 1 miasto: Mehikoorma,
- 9 wsi: Aravu, Haavametsa, Jõepera, Järvselja, Meeksi, Meerapalu, Parapalu, Rõka, Sikakurmu.